# Catterino Cavos
Catterino Cavos (russisk: Катерино Альбертович Кавос tr. Katerino Albertovitj Kavos ; født 30. oktober 1775 i Venedig, Republikken Venedig, død 28. april 1840 i Sankt Petersborg, Russiske Kejserrige) var en italiensk russisk operakomponist. 
Cavos kom, efter at have erhvervet sig et velkendt navn som komponist, 1797 til Sankt Petersburg, hvor han komponerede en del operaer til dels til russiske tekster, deriblandt Ivan Sussanina (samme stof, som Glinka senere behandlede i Livet for zaren), og som kapelmester havde fortjenstfuld indflydelse på musiklivet. Cavos, der var en begavet musiker, benyttede hist og her i sine operaer motiver fra den russiske folkemusik.